# Oston O'runov
Oston Rustam o'g'li O'runov (Navoiy, 19 dicembre 2000) è un calciatore uzbeko, centrocampista della Persepolis e nazionale uzbeka.

## Caratteristiche tecniche
È un esterno destro.

## Carriera

### Club
Ha giocato nella prima divisione uzbeka, in quella russa ed in quella iraniana.

### Nazionale
Il 2 giugno 2019 ha esordito con la nazionale uzbeka disputando l'amichevole persa 2-0 contro la Turchia.
Nel 2023 partecipa alla Coppa d'Asia.

## Statistiche
Statistiche aggiornate al 15 marzo 2020.

### Presenze e reti nei club
| Stagione                 | Squadra                  | Campionato               | Campionato | Campionato | Coppe nazionali | Coppe nazionali | Coppe nazionali | Coppe continentali | Coppe continentali | Coppe continentali | Altre coppe | Altre coppe | Altre coppe | Totale | Totale | Totale |
| Stagione                 | Squadra                  | Comp                     | Pres       | Reti       | Comp            | Pres            | Reti            | Comp               | Pres               | Reti               | Comp        | Pres        | Reti        | Pres   | Reti   |        |
| ------------------------ | ------------------------ | ------------------------ | ---------- | ---------- | --------------- | --------------- | --------------- | ------------------ | ------------------ | ------------------ | ----------- | ----------- | ----------- | ------ | ------ | ------ |
| 2017                     | Navbahor Namangan        | PFL                      | 9          | 1          | CU              | 0               | 0               |                    | -                  | -                  | -           | -           | -           | 9      | 1      |        |
| 2018                     | Navbahor Namangan        | PFL                      | 30         | 0          | CU              | 0               | 0               |                    | -                  | -                  | -           | -           | -           | 30     | 0      |        |
| 2019                     | Navbahor Namangan        | PFL                      | 12         | 2          | CU              | 0               | 0               |                    | -                  | -                  | -           | -           | -           | 12     | 2      |        |
| Totale Navbahor Namangan | Totale Navbahor Namangan | Totale Navbahor Namangan | 51         | 3          |                 | 0               | 0               |                    | -                  | -                  |             | -           | -           | 51     | 3      |        |
| 2019                     | Lokomotiv Tashkent       | PFL                      | 13         | 1          | CU              | 1               | 0               |                    | -                  | -                  | -           | -           | -           | 14     | 1      |        |
| 2019-2020                | Ufa                      | PL                       | 3          | 0          | CR              | 0               | 0               |                    | -                  | -                  |             | -           | -           | 3      | 0      |        |
| Totale carriera          | Totale carriera          | Totale carriera          | 67         | 4          |                 | 1               | 0               |                    | -                  | -                  |             | -           | -           | 68     | 4      |        |

### Cronologia presenze e reti in nazionale
| Cronologia completa delle presenze e delle reti in nazionale ― Uzbekistan | Cronologia completa delle presenze e delle reti in nazionale ― Uzbekistan | Cronologia completa delle presenze e delle reti in nazionale ― Uzbekistan | Cronologia completa delle presenze e delle reti in nazionale ― Uzbekistan | Cronologia completa delle presenze e delle reti in nazionale ― Uzbekistan | Cronologia completa delle presenze e delle reti in nazionale ― Uzbekistan | Cronologia completa delle presenze e delle reti in nazionale ― Uzbekistan | Cronologia completa delle presenze e delle reti in nazionale ― Uzbekistan |
| Data                                                                      | Città                                                                     | In casa                                                                   | Risultato                                                                 | Ospiti                                                                    | Competizione                                                              | Reti                                                                      | Note                                                                      |
| ------------------------------------------------------------------------- | ------------------------------------------------------------------------- | ------------------------------------------------------------------------- | ------------------------------------------------------------------------- | ------------------------------------------------------------------------- | ------------------------------------------------------------------------- | ------------------------------------------------------------------------- | ------------------------------------------------------------------------- |
| 2-6-2019                                                                  | Adalia                                                                    | Turchia                                                                   | 2 – 0                                                                     | Uzbekistan                                                                | Amichevole                                                                | -                                                                         | 60’                                                                       |
| 7-6-2019                                                                  | Tashkent                                                                  | Uzbekistan                                                                | 4 – 0                                                                     | Corea del Nord                                                            | Amichevole                                                                | -                                                                         | 66’                                                                       |
| 11-6-2019                                                                 | Tashkent                                                                  | Uzbekistan                                                                | 2 – 0                                                                     | Siria                                                                     | Amichevole                                                                | -                                                                         | 60’                                                                       |
| 9-9-2019                                                                  | Amman                                                                     | Iraq                                                                      | 0 – 0                                                                     | Uzbekistan                                                                | Amichevole                                                                | -                                                                         | 64’                                                                       |
| Totale                                                                    |                                                                           | Presenze                                                                  | 4                                                                         |                                                                           | Reti                                                                      | 0                                                                         |                                                                           |

## Palmarès

### Club

#### Competizioni nazionali
- Coppa dell'Uzbekistan: 1

Lokomotiv Tashkent: 2019
- Supercoppa dell'Uzbekistan: 1

Lokomotiv Tashkent: 2019